# Jean-Paul Andrieu
Jean-Paul Andrieu est un réalisateur français.

## Biographie
Jean-Paul Andrieu étudia l’histoire puis s’exerça à différents métiers parmi lesquels ceux d’illustrateur, de documentaliste, de technicien de cinéma et de producteur à France Culture. Son parcours l’a mené à la réalisation de plusieurs documentaires. 
Dans La traversée de la France à pied, documentaire qu’il a réalisé en 1991 et qui a été diffusé en 1994, 
il traverse la France du Nord au Sud, et filme de façon spontanée ce qu’il rencontre sur son chemin. Un voyage de huit mois illustré par une sélection d’images d’une heure.
Dans Journal de campagne, Jean-Paul Andrieu a suivi, accompagné d’une petite équipe, la rédaction du journal Le Monde durant toute la période de la campagne à l’élection présidentielle de 1995. Il y dévoile les difficultés que rencontrent les journalistes dans leur mission d’information, parmi lesquelles le fait de rester neutre tout en étant plus favorable à l’un ou l’autre candidat. Son documentaire sera diffusé, sur France 3 en 1996.
En 1998, il entama la réalisation du documentaire États de service dans lequel il filme la vie de tous les jours, à la fois, des patients et du personnel du service de cancérologie de l'hôpital Laënnec. Il filme ainsi le fonctionnement de l’institution durant 18 mois, jusqu’au début de l’an 2000. On y voit des patients luttant contre leurs craintes, un personnel hospitalier livré à des doutes et confronté chaque jour à des patients qui approchent la mort. La Ligue contre le cancer a apporté son soutien au film.

## Filmographie

### Comme réalisateur
- 1994 : La traversée de la France à pied, 60 min.
- 1996 : Journal de campagne, documentaire, 1h19.
- 2000 : États de service, documentaire, 2h40.
- Air de Paris, documentaire[6]

### Technicien du son
- 1985 : Empty Quarter, une femme en Afrique, de Raymond Depardon[7]